# Sericocoma
Sericocoma é um género botânico pertencente à família Amaranthaceae.

## Espécies
- Sericocoma sect. Sericorema
- Sericocoma angustifolia
- Sericocoma avolans
- Sericocoma bainesii
- Sericocoma capitata
- Sericocoma chrysurus
- Sericocoma denudata
- Sericocoma hereroensis
- Sericocoma heterochiton
- Sericocoma namaensis
- Sericocoma pungens
- Sericocoma pungens var. longearistata
- Sericocoma quadrangula
- Sericocoma remotiflora
- Sericocoma sericea
- Sericocoma squarrosa
- Sericocoma trichinoides
- Sericocoma welwitschii
- Sericocoma zeyheri